# Fossa Maestra
La Fossa Maestra è un canale di bonifica creato per scolare le acque che avevano inondato la città di Verona e le sue campagne. Fu scavata in seguito al disastro di Malopera, che aveva sommerso la vicina Verona tra il XV e il XVII secolo, successivamente al periodo comunale.